# Kurt Link (Badminton)
Kurt Link (* 11. Januar 1943) ist ein ehemaliger deutscher Badmintonspieler. 

## Karriere
Kurt Link wurde 1969 erstmals deutscher Mannschaftsmeister mit dem 1. BV Mülheim. Von 1971 bis 1978 folgten acht weitere Mannschaftstitel in Serie.

## Sportliche Erfolge
| Saison    | Veranstaltung                     | Disziplin    | Platz | Name |
| --------- | --------------------------------- | ------------ | ----- | --- |
| 1968/1969 | Deutsche Mannschaftsmeisterschaft | Mannschaft   | 1     | 1. BV Mülheim (Gerhard Kucki, Horst Lösche, Karl-Heinz Garbers, Heinz Wossowski, Kurt Link, Heinz-Jürgen Fischer, Karin Dittberner, Karin Schäfer)                                         |
| 1970/1971 | Westdeutsche Einzelmeisterschaft  | Herrendoppel | 1     | Hans-Dietrich Emmers / Kurt Link (Merscheider TV / 1. BV Mülheim) |
| 1970/1971 | Deutsche Mannschaftsmeisterschaft | Mannschaft   | 1     | 1. BV Mülheim (Gerd Kucki, Horst Lösche, Karl-Heinz Garbers, Kurt Link, Karin Dittberner, Karin aus dem Siepen)                                                                            |
| 1971/1972 | Deutsche Mannschaftsmeisterschaft | Mannschaft   | 1     | 1. BV Mülheim (Gerd Kucki, Horst Lösche, Karl-Heinz Garbers, Kurt Link, Werner Oberem, Walter Köhler, Karin Kucki, Karin aus dem Siepen, Antonie Schwabe, Karin Schäfers, Gabriele Lösche) |
| 1972/1973 | Deutsche Mannschaftsmeisterschaft | Mannschaft   | 1     | 1. BV Mülheim (Gerd Kucki, Horst Lösche, Karl-Heinz Garbers, Kurt Link, Walter Köhler, Karin Kucki, Karin aus dem Siepen, Antonie Schwabe, Karin Schäfers)                                 |
| 1972/1973 | Deutsche Einzelmeisterschaft      | Herrendoppel | 3     | Hans-Dietrich Emmers / Kurt Link (Merscheider TV / 1. BV Mülheim) |
| 1973/1974 | Deutsche Mannschaftsmeisterschaft | Mannschaft   | 1     | 1. BV Mülheim (Gerd Kucki, Horst Lösche, Karl-Heinz Garbers, Kurt Link, Peter Schwabe, Karin Kucki, Antonie Schwabe, Karin Schäfers)                                                       |
| 1974/1975 | Deutsche Mannschaftsmeisterschaft | Mannschaft   | 1     | 1. BV Mülheim (Gerd Kucki, Horst Lösche, Karl-Heinz Garbers, Kurt Link, Karin Kucki, Karin aus dem Siepen, Antonie Schwabe, Karin Schäfers)                                                |
| 1975/1976 | Deutsche Mannschaftsmeisterschaft | Mannschaft   | 1     | 1. BV Mülheim (Gerd Kucki, Michael Schnaase, Horst Lösche, Karl-Heinz Garbers, Kurt Link, Peter Schwabe, Karin Kucki, Marie-Luise Schulta, Antonie Schwabe, Karin Schäfers)                |
| 1976/1977 | Deutsche Mannschaftsmeisterschaft | Mannschaft   | 1     | 1. BV Mülheim (Gerd Kucki, Michael Schnaase, Horst Lösche, Karl-Heinz Garbers, Kurt Link, Karin Kucki, Marie-Luise Schulta, Antonie Schwabe, Karin aus dem Siepen)                         |
| 1977/1978 | Deutsche Mannschaftsmeisterschaft | Mannschaft   | 1     | 1. BV Mülheim (Gerd Kucki, Michael Schnaase, Horst Lösche, Karl-Heinz Garbers, Kurt Link, Udo Krückels, Karin Kucki, Marie-Luise Schulta-Jansen, Antonie Schwabe)                          |